# Гемань
Гемань, Гемані (рум. Gămani) — село у повіті Горж в Румунії. Входить до складу комуни Мушетешть.
Село розташоване на відстані 224 км на захід від Бухареста, 16 км на північний схід від Тиргу-Жіу, 95 км на північ від Крайови.

## Населення
За даними перепису населення 2002 року у селі проживали 77 осіб, усі — румуни. Усі жителі села рідною мовою назвали румунську.